# Concórdia (Santa Catarina)
Pour les articles homonymes, voir Concordia.
Concórdia est une ville brésilienne de l'ouest de l'État de Santa Catarina.

## Généralités
L'anniversaire de la municipalité se fête le 29 juillet, commémorant l'émancipation administrative de la localité le 29 juillet 1934. La fête comporte généralement une grande exposition d'animaux et un festival gastronomique, principalement à base de viande de porc.

## Géographie
Concórdia se situe par une latitude de 27° 14' 02" sud et par une longitude de 52° 01' 40" ouest, à une altitude de 550 mètres. Sa population était de 68 627 habitants au recensement de 2010. La municipalité s'étend sur 797 km2.
Elle est le principal centre urbain de la microrégion de Concórdia, dans la mésorégion ouest de Santa Catarina.

## Histoire
La localité fut fondée par des colons venus du Rio Grande do Sul, descendants principalement  d'immigrants italiens et allemands venus au Brésil au XIXe siècle.
Le peuplement de Concórdia, comme tout l'ouest de l'État de Santa Catarina, connut une accélération après la guerre du Contestado, surtout dans les années 1920 et 1930. À cette époque, les gouvernements des États et le gouvernement fédéral incitaient la vente de preties propriétés rurales à des colons venus du Rio Grande do Sul. Jusqu'à cette époque, la région était principalement habitée par des caboclos.

## Économie
L'économie de la municipalité repose principalement sur l'industrie et le commerce. L'agriculture et l'élevage y sont également développés, notamment l'élevage de porcs et de volailles et la culture de maïs et de soja dans de petites exploitations. La région de Concórdia de quelques-unes des principales entreprises agro-alimentaires du pays, comme Sadia par exemple.

## Géographie
Concórdia est le principal pole urbain de la région haut-Uruguay, dans le centre-ouest de l'État de Santa Catarina. Elle se situe à environ 480 km de la capitale, Florianópolis. Le climat y est agréable mais très marqué, variant de quelques degrés négatifs en hiver à près de 35 °C en été.

## Administration
La municipalité est constituée de six districts :
- Concórdia (siège du pouvoir municipal)
- Engenho Velho
- Planalto
- Presidente Kennedy
- Santo Antônio
- Tamanduá

## Villes voisines
Concórdia est voisine des municipalités (municípios) suivantes :
- Itá
- Arabutã
- Ipumirim
- Lindoia do Sul
- Irani
- Jaborá
- Presidente Castelo Branco
- Ipira
- Peritiba
- Alto Bela Vista
- Marcelino Ramos dans l'État du Rio Grande do Sul
- Severiano de Almeida dans l'État du Rio Grande do Sul
- Aratiba dans l'État du Rio Grande do Sul